# ペドロ・ガスタン・デ・オルレアンス・エ・ブラガンサ
ペドロ・ガスタン・デ・オルレアンス・エ・ブラガンサ（ポルトガル語: Pedro Gastão de Orléans e Bragança, 1913年2月19日 - 2007年12月27日）は、ブラジル皇位請求者。オルレアンス＝ブラガンサ家のペトロポリス系の家長であった。

## 生涯

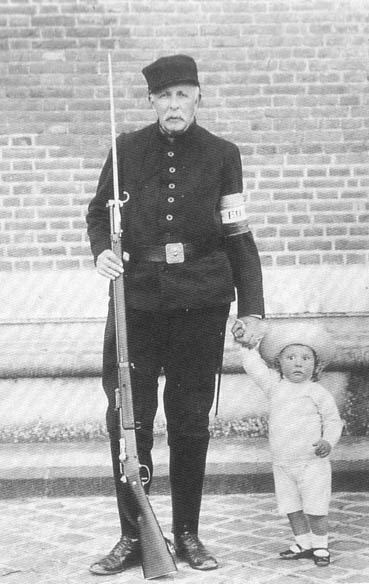
第一次世界大戦中に撮影された、幼いペドロ・ガスタンと祖父ガスタン・デ・オルレアンス

皇女イザベル・ド・ブラジルの長男であるグラン・パラ公ペドロとその妻アルジュベータの長男として、フランスのウー（現在セーヌ＝マリティーム県の町。当時、祖父ウー伯ガスタンの所領）で生まれた。全名はペドロ・デ・アルカンタラ・ガスタン・ジョアン・マリア・フィリペ・ロウレンソ・ウンベルト・ミゲル・ガブリエル・ハファエル・ゴンザーガ（Pedro de Alcântara Gastão João Maria Filipe Lourenço Humberto Miguel Gabriel Rafael Gonzaga）。彼は幼年時代をヨーロッパと、ブローニュ＝シュル＝セーヌにある一家の家で過ごした。『私は祖父母の良い思い出がたくさんある。フランス亡命中、（ブラガンサ家発祥の地）ポルトガルや（祖父ウー伯の故国）フランスでなく、私は常にブラジルのことを考えて育った。』と、彼は後に語っている。
父ペドロは、自分の結婚が原因で皇位継承を放棄したとは考えていなかった。カラブリア公アルフォンソ（スペイン王アルフォンソ13世の甥）とバルセロナ伯フアンの支援を受けていたペドロが死ぬと、ペドロ・ガスタンは自身がブラジル皇帝家家長だと宣言した。彼の立場は、サンパウロ大学法学部教授フランシスコ・モラトに支持された。モラトは、ブラジルの法律に照らしても、父ペドロの正式な結婚が貴賤結婚であることを理由に、皇位継承権を否定することにはならないと結論づけた。 
1945年、ペドロは妹でブラガンサ公爵夫人のマリア・フランシスカと彼女の子孫に対し、ブラガンサ公位を請求する権利を放棄した。ブラガンサ公位は1816年に皇帝ペドロ1世が創設したものであるが、その弟であるポルトガル廃王ミゲル1世の子孫らが公位を僭称してきた。現在はフランシスカの長男ドゥアルテ・ピオがブラガンサ公を自称している。
ペドロ・ガスタンは、2007年12月にスペインのビリャマンリケ・デ・ラ・コンデサ（es）で亡くなった。

## 家族
1944年12月、両シチリア王女・スペイン王女マリア・デ・ラ・エスペランサ（両シチリア王子カルロ・タンクレーディの末娘、アルフォンソの異母妹）と結婚。6子をもうけた。
- ペドロ・カルルシュ（1945年 - ） - ペトロポリス系ブラジル皇帝家家長
- マリア・ダ・グロリア（1946年 - ） - 1972年にユーゴスラビア元王太子アレクサンダルと結婚（1985年離婚）、1985年にセゴルベ公イニャシオ・デ・メディナ・イ・フェルナンデス・デ・コルドバと再婚
- アフォンソ・ドゥアルテ（1948年 - ）1973年にマリア・フアナ・パレホ・イ・グールチャガと結婚（1998年離婚）、2002年にシルヴィア＝アマリア・ウングリーア・デ・シルヴァ・マチャドと再婚
- マヌエル・アルヴァロ（1949年 - ）1977年にマルガリータ・ハフナー・イ・ランチャと結婚（1995年離婚）
- クリスティーナ・マリア（1950年 - ）1980年にヤン・パヴェウ・サピェハ＝ロジャンスキ公と結婚（1988年離婚）
- フランシスコ・ウンベルト（1956年 - ）1978年にクリスティーナ・シュミット＝ペサーニャと結婚しその後離婚、1980年にリタ・デ・カーシア・フェレイラ・ピレスと再婚